# Eremo dannunziano
(Gabriele D'Annunzio da Il trionfo della morte)

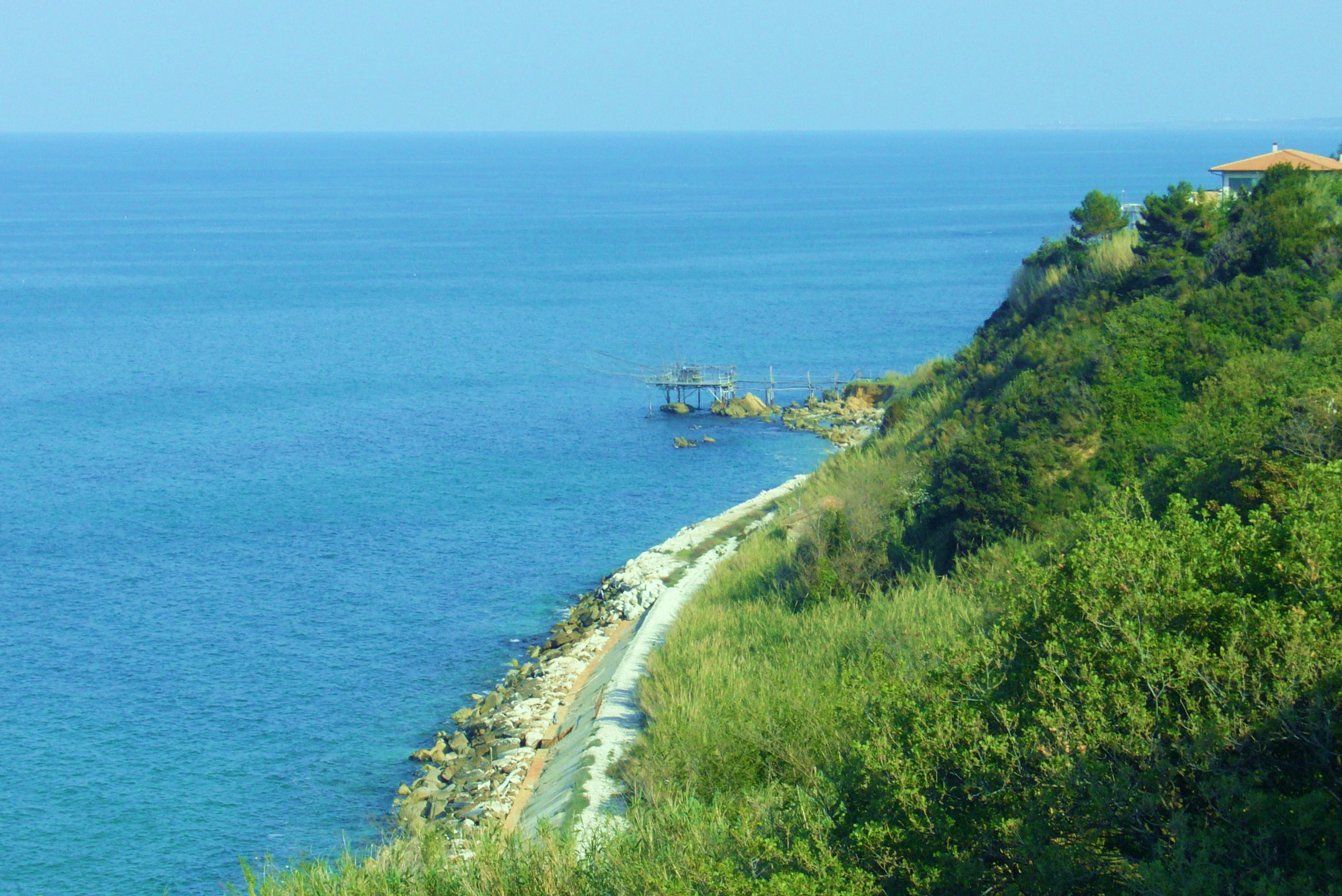
Vista dall'Eremo dannunziano, in cui si nota il Trabocco Turchino

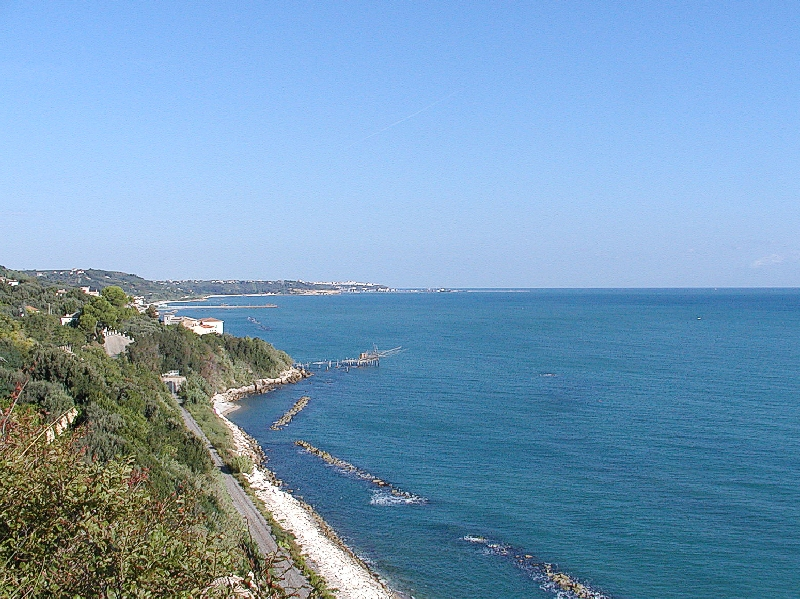
Vista del promontorio dannunziano e della spiaggia sottostante

L'Eremo dannunziano (chiamato anche eremo di San Vito) è un casolare (adibito ad eremo) costruito su un promontorio localizzato nella contrada delle Portelle a San Vito Chietino, dove nell’estate del 1889 risiedette Gabriele d’Annunzio.
La zona, nonché il promontorio stesso e il litorale sottostante, è chiamata promontorio dannunziano. A poca distanza vi è il Trabocco Turchino e l'omonima spiaggia.
In questa residenza il poeta pescarese soggiornò dal 23 luglio al 22 settembre 1889 insieme alla sua amante Barbara Leoni (soprannominata la “bella romana”), qui trovò ispirazione e ambientazione per il Trionfo della Morte, ultimo della cosiddetta trilogia dei Romanzi della Rosa dopo Il piacere e L'innocente. Nel testo è ai piedi del promontorio che i protagonisti del romanzo perdono la vita.
La residenza, oggi di proprietà privata, può essere visitata d'estate su richiesta.

## Il soggiorno di D'Annunzio e la Leoni

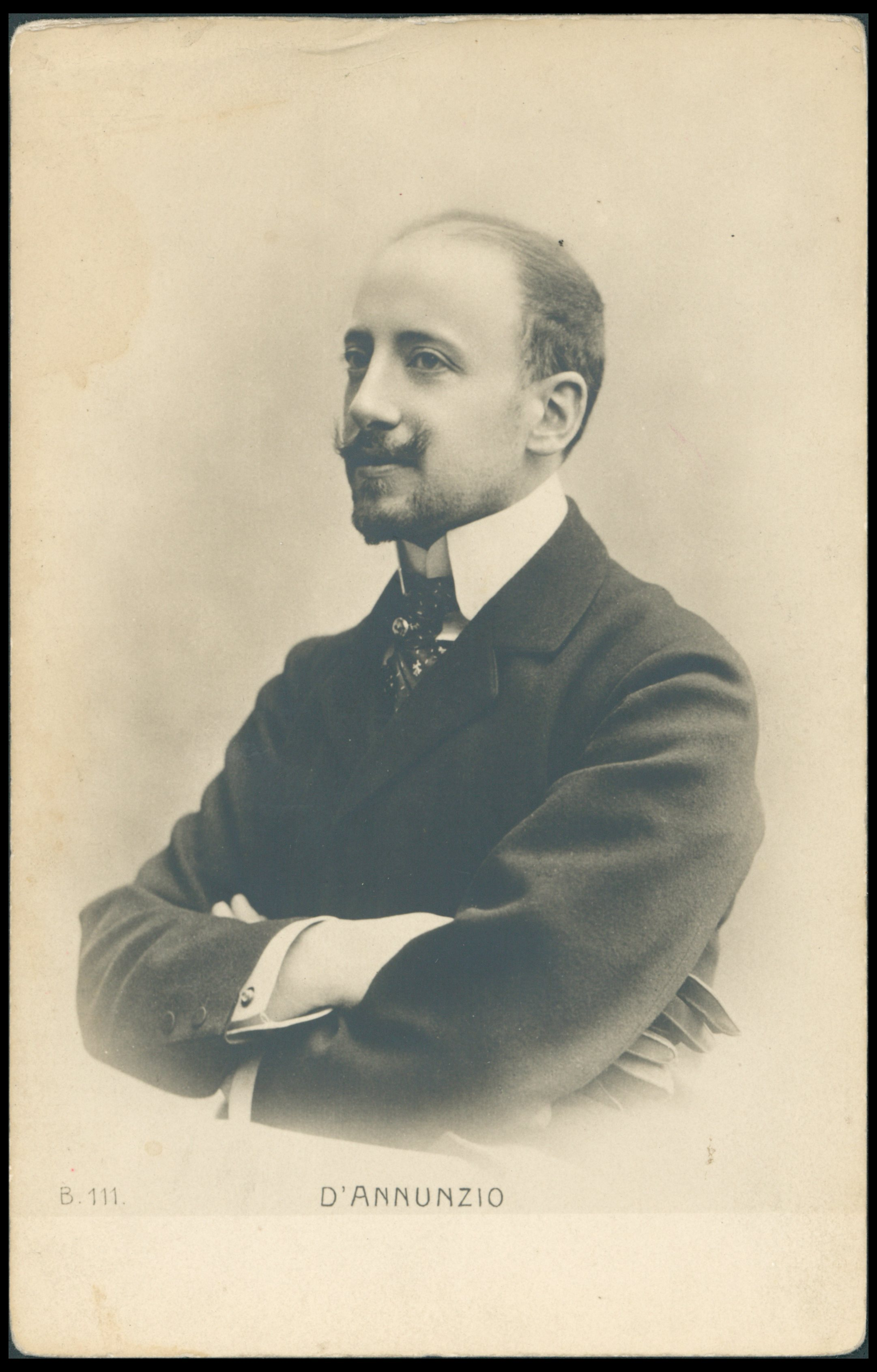
D'Annunzio in una foto del 1895 circa

D'Annunzio affittò la casa del massaro Nicola di Sciampagna, detto "Cola", presente anche nel Libro III del romanzo Trionfo della morte (1894) tra i personaggi citati dal poeta. L'innamorata di D'Annunzio Elvira Leoni detta affettuosamente "Barbarella", era nata come Elvira Natalia Fraternali a Roma il 26 dicembre 1862, aveva sposato nel 1884 il conte Ercole Leoni da cui prese il nome, un matrimonio infelice a causa della sua sterilità provocata da una malattia venerea trasmessa dal marito. Il poeta D'Annunzio si incontrò con Barbara il 2 aprile 1887 presso il Circolo Artistico di via Margutta a Roma, assistendo a un concerto; al loro amore presto sbocciato, iniziarono a nascere i pettegolezzi, così D'Annunzio si rivolse all'amico francavillese Francesco Paolo Michetti perché trovasse in Abruzzo un rifugio sicuro lontano dalle malelingue e dalla chiassosa città romana. Michetti trovò un casale nei pressi di San Vito Chietino, lungo la costa adriatica, dove i due amanti passarono l'estate del 1889.
Secondo la critica l'amore di D'Annunzio per la Leoni fu tra i più genuini insieme a quello per la Duse, il 20 luglio 1889 inviata da Pescara in una lettera nella quale aveva riportato uno schizzo della casetta dell'eremo, D'Annunzio avvertiva Barbara:
il poeta fece ricoprire il giardino dell'eremo di ginestre non appena giunse la Leoni, soprattutto il viale sterrato che collegava l'eremo alla stazione ferroviaria sulla Marina. D'Annunzio tornerà all'eremo anche nei primi anni del Novecento, in segreto, ritrovando ancora il massaro Cola che glielo affittò. Di recente è stato acquistato da Fernando De Rosa, un cassinate salvatosi dalle battaglie cruente della seconda guerra mondiale, fuggendo il 15 febbraio 1944 dalla città bombardata. Il De Rosa ristrutturò l'eremo, cercando di riportarlo alla struttura originaria dell'epoca di D'Annunzio, ricostruendo la camera da letto e la biblioteca.

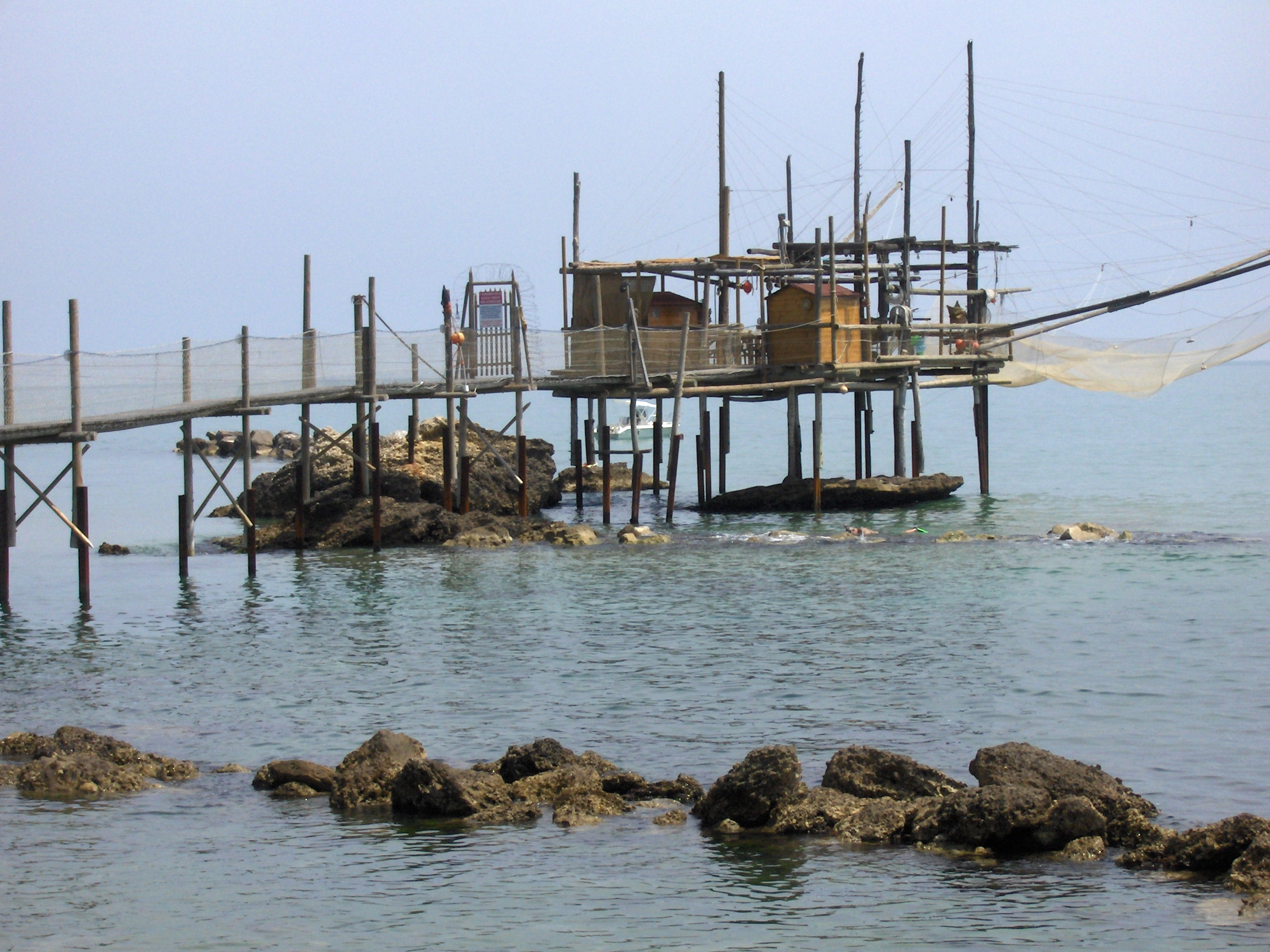
Trabocco Turchino

Barbara Leoni era morta a Roma nel 1949, sepolta al cimitero del Verano. Dato che la concessione trentennale della tomba stava per scadere, il De Rosa provvide a riesumare il corpo, nel 2009 è stato collocato nel giardino della casa sanvitese, in un piccolo tumulo ornato, con l'incisione in versi "Barbarae Leoni / Siste! / Sub hisa saxis / sunt ossa / frementia amore: / hic / ubi amore arsit / Barbarae rursut / adest / F.D.R / Memorae causa"
Lo stesso D'Annunzio ricorderà un'ultima volta la costa sanvitese e l'eremo nelle pagine del suo Il libro segreto di Gabriele d'Annunzio (1936).

## La stesura deIl trionfo della morte
La parte dell'eremo di San Vito appare nel libro III del Trionfo. La materia del V-VI libro del Trionfo della morte è invece ispirata alla lettera di D'Annunzio inviata l'11 giugno 1887, ossia alla sua esperienza realmente vissuta durante il viaggio a cavallo a Casalbordino, poco distante da San Vito, per raggiungere l'ufficio postale, dove inviare altre lettere all'amata. Durante il tragitto, D'Annunzio passò accanto al santuario della Madonna dei Miracoli in aperta campagna, molto venerato dai popolani abruzzesi per la icona della Madonna che benedice il contadino Alessandro Muzii, in merito a un miracolo della pioggia avvenuto nel 1576.
Il tema della religione, misto alla superstizione, verrà approfondito dal poeta durante la stesura del romanzo, quando volle farsi inviare dall'amico archeologo Antonio De Nino i volumi degli Usi abruzzesi (1879) insieme a Il Messia d'Abruzzo (1890), per meglio approfondire le origini e le differenze delle superstizioni e dei costumi d'Abruzzo. Nella lettera traspare il crudo realismo dannunziano misto al descrittivismo di stampo verista, usato dal poeta già nelle prose del San Pantaleone (1886), poi confluite nelle Novelle della Pescara (1902), quando il poeta deve raccontare all'amante Leoni i malati e i pellegrini cenciosi lungo la strada del santuario di Casalbordino:

## Descrizione
Il promontorio si trova in località Portelle-San Fino, lungo la SS 16, in direzione per Fossacesia Marina. Si tratta di un costone tufaceo ricoperto di ginestre e altra vegetazione, oggi pesantemente alterato dall'edilizia privata, con varie abitazioni costruite attorno, impedendo in parte la vista naturale che doveva esserci al tempo di D'Annunzio e la Leoni. Varie abitazioni oggi sono state riconvertite a ristoranti, mentre un lembo di terra si trova alla fine della falesia, ristrutturato a belvedere sul mare, con una panchina a forma dello Stivale italiano, e pannelli esplicativi che raccontano il soggiorno del poeta. Al di sotto è possibile vedere il trabocco Turchino.
L'eremo vero e proprio è preceduto da una muraglia in mattoni per impedire frane, con affissa una grande targa commemorativa che rievoca la presenza del poeta. La casa è molto semplice, in stile rurale ottocentesco, a pianta quadrangolare; al piano terra col porticato, segue il piano superiore in cui il corpo centrale è caratterizzato da una sequenza di tre aperture, che danno accesso alla balconata con balaustra traforata. Tutto il fronte è rivestito di blocchi squadrati di pietra arenaria, e ricorsi regolari geometrici. Il giardino che guarda verso il terrazzo in affaccio sulla strada statale 16, conserva il sepolcro di Barbara Leoni, realizzato nel 2009.